# Deutsche Länderbank
Die Deutsche Länderbank AG (bis 30. Juni 1922 Deutsche Kolonialbank AG) führte als Konzernbank der Badische Anilin- & Soda-Fabrik AG und deren Rechtsnachfolgerin I.G. Farbenindustrie AG Bank- und Handelsgeschäfte aller Art durch. Von der sowjetischen Besatzungsmacht 1945 geschlossen, konnte sie erst 1953 unter dem Namen Westdeutsche Handelsbank AG den Betrieb wieder aufnehmen. Ab 1953 führte sie Bankgeschäfte mit Großunternehmen und vermögenden Privatpersonen im In- und Ausland durch. Von 1960 bis 1985 firmierte das Institut erneut als Deutsche Länderbank AG, um dann als Schweizerische Bankgesellschaft (Deutschland) AG in der Schweizerischen Bankgesellschaft aufzugehen.

## Geschichte

### Deutsche Kolonialbank AG
Die am 30. Dezember 1909 gegründete und am 14. Januar 1910 ins Handelsregister eingetragene Deutsche Kolonialbank AG, Berlin, betätigte sich bis zum Ende des Ersten Weltkriegs im Bereich der Bankgeschäfte mit den deutschen Kolonien und Handelsgeschäfte mit Kolonialwerten. Nach dem Verlust der deutschen Kolonien infolge der Niederlage im Ersten Weltkrieg sollte 1919 das Geschäftsfeld auf Bankgeschäfte mit der Industrie, insbesondere der Textilindustrie, erweitert werden. Zu diesem Zweck wurde eine Erhöhung des Aktienkapitals von M 1 Million auf M 10 Millionen beschlossen.

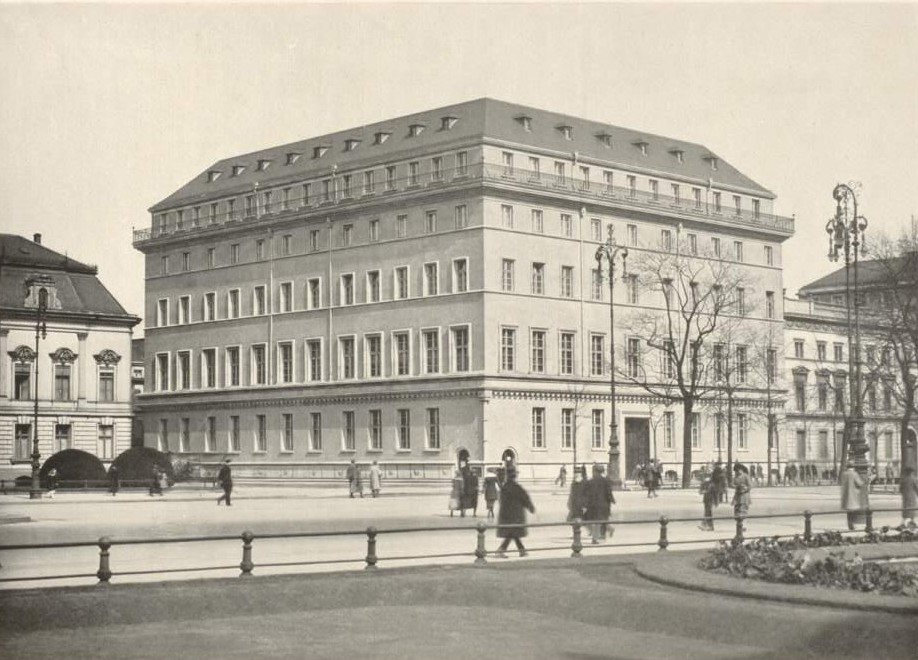
Geschäftsgebäude der Deutsche Länderbank AG in Berlin, Unter den Linden 78, im Jahr 1925 (1944 ausgebombt und später abgerissen)

### Intermezzo im Körner-Konzern

#### Neubau eines Geschäftsgebäudes
Ab 1920 erwarb die Allgemeine Depositenbank, Wien, die Aktienmehrheit an der Kolonialbank und veräußerte sie an die Körner Werke Vereinigte Holz-, Bau- und Industrie-AG, Wien, weiter. Hinter diesem Unternehmen stand Oscar von Körner, der in der Inflationszeit zu großem Vermögen gekommen war. Er plante für die Kolonialbank eine beträchtliche Expansion. Dafür ließ er auf dem Grundstück Berlin, Unter den Linden 78 (ab 1937 durch geänderte Zählung Unter den Linden 82 52° 31′ 0,2″ N, 13° 22′ 47,1″ O), das der Fugger Grundstücks-AG, einer hundertprozentigen Tochter der Kolonialbank, gehörte, zwischen 1921 und 1922 ein beeindruckendes Geschäftsgebäude errichten.

#### Umfirmierung in Deutsche Länderbank AG
Zum 1. Juli 1922 firmierte die Kolonialbank in Deutsche Länderbank AG, Berlin, um. Ihr Geschäftszweck wurde in Bank- und Handelsgeschäfte aller Art sowie die mittelbare oder unmittelbare Beteiligung an Unternehmen gleicher oder verwandter Art und deren Erwerb geändert. Wertvollster Vermögenswert des Instituts war zu dieser Zeit das neue Geschäftsgebäude, da der Geschäftsbetrieb fast zum Erliegen gekommen war. Als Körner infolge fehlgeschlagener Währungsspekulationen in eine wirtschaftliche Zwangslage geriet, sah er sich gezwungen, die Aktien der Länderbank zu verkaufen.

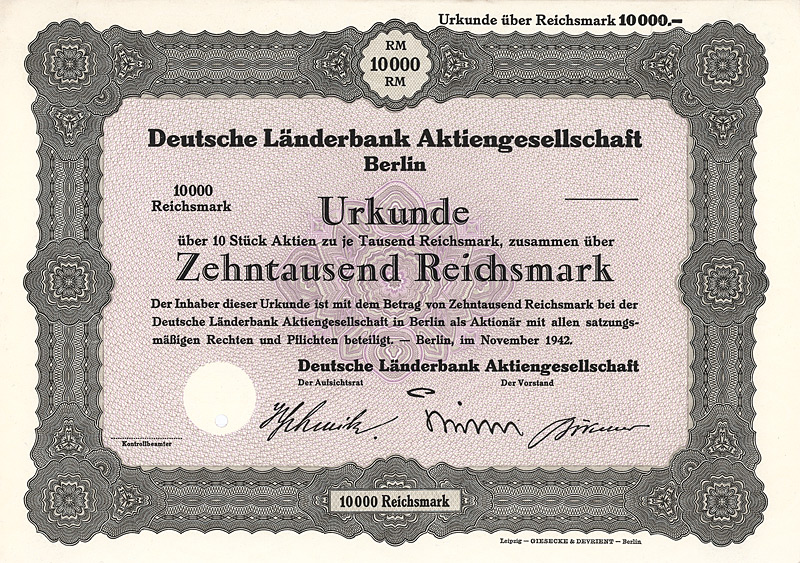
Aktie der Deutsche Länderbank AG aus dem Jahr 1942

### Konzernbank der I.G. Farbenindustrie
In den Jahren 1923 und 1924 übernahm die BASF 80 % des Aktienkapitals der Länderbank und wurde somit Mehrheitseignerin. Obwohl 64 % des Aktienkapitals auf das Bankhaus Ed. Greutert & Cie. (ab 1940 H. Sturzenegger & Cie., seit 1984 Baumann & Cie, Banquiers), Basel, übertragen wurden, erhielt die Länderbank den Status einer Konzernbank der I.G. Farben.  Zwischen 1930 und 1939 scheint der I.G.-Farben-Konzern mit durchschnittlich RM 250 Millionen sehr hohe Guthaben bei der Länderbank unterhalten zu haben. Andererseits gewährleistete die Bank dem Konzern eine direkte Refinanzierung bei der Reichsbank ohne Einhaltung einer Kreditlinie. Die hervorragenden Beziehungen des Aufsichtsratsvorsitzenden der I.G. Farben, Hermann Schmitz, zum Bankhaus Sturzenegger & Cie. trugen dazu bei, dass die I.G. Farben während des Zweiten Weltkriegs über die Länderbank diskret Kredite von Schweizer Banken erhielt. Während des Krieges leistete die Länderbank Unterstützung bei der Übernahme in den besetzten Gebieten liegender chemischer Betriebe durch die I.G. Farben. Den Zahlungsverkehr wickelte die I.G. Farben jedoch über die Deutsche Bank und Discontogesellschaft, Berlin, ab.
Das Aktienkapital der Länderbank von RM 5 Millionen wurde in den Jahren Jahr 1924 und 1942 in zwei Emissionen auf RM 15 Millionen erhöht.
Im Frühjahr 1945 wurde die Deutsche Länderbank, wie alle Berliner Banken, von der sowjetischen Besatzungsmacht geschlossen. Der Aufsichtsrat und der Vorstand des Instituts wurden suspendiert und es wurden Untersuchungen über die Tätigkeit aller Mitarbeiter eingeleitet.

### Wiederaufnahme des Geschäftsbetriebs
Am 30. Oktober 1953 wurde die Bank aus der Kontrolle des I.G.-Farben-Ausschusses der Besatzungsmächte entlassen. Die Entlassung erfolgte unter der Auflage, dass die Bank nicht wieder für Nachfolgegesellschaften der I.G. Farben tätig wurde. Die Aktien der Bank hielt der I.G.-Farben-Ableger Internationale Industrie- und Handelsbeteiligungen AG (auch Interhandel genannt), Basel, dessen Aktien zu dieser Zeit mehrheitlich in Schweizer Hand waren. Der Firmenname der Bank wurde in Westdeutsche Handelsbank Aktiengesellschaft abgeändert, um eine Verwechslung mit der Bank deutscher Länder zu vermeiden. Neben dem Firmensitz Berlin wurde der Sitz in Frankfurt am Main begründet. Provisorisch wurden Räumlichkeiten in der Bockenheimer Landstraße 55 bezogen. Bald darauf siedelte die Länderbank in ein Geschäftsgebäude in der Bockenheimer Landstraße 23 (50° 6′ 57,2″ N, 8° 40′ 5,3″ O) um. Ein weiterer Standort wurde in Berlin-Charlottenburg, Kantstraße 1 (52° 30′ 19,4″ N, 13° 19′ 59,2″ O), eröffnet. Im Jahr 1960 nahm die Bank daher den Namen Deutsche Länderbank AG, Berlin – Frankfurt am Main, an.
Auch ohne Filialsystem gelang es der Bank, sich gut am Markt zu etablieren. Im Jahr 1961 konnte sie das Grundkapital durch Aktienrückkäufe von DM 15 Millionen auf DM 9,5 Millionen reduzieren. Im Jahr 1965 wurde das Grundkapital um allerdings wieder DM 2,5 Millionen auf DM 12 Millionen erhöht.

### Tochtergesellschaft der Dresdner Bank AG
Im Jahr 1965 wurde die Schweizerische Bankgesellschaft, nach Übernahme der Interhandel AG, Basel, Alleinaktionärin der Deutsche Länderbank AG. Im Jahr 1969 übernahm die Dresdner Bank AG, Frankfurt am Main, zunächst 75 % und im Jahr 1980 auch die verbliebenen 25 % des in den Jahren 1973 und 1976 auf nunmehr DM 45 Millionen erhöhten Grundkapitals. Im Folgejahr verschmolz sie die Hardy-Sloman Bank GmbH, deren Sanierung der Dresdner Bank nicht gelungen war, auf die Länderbank. Damit begann der Niedergang der Länderbank. Im Jahr 1981 erwirtschaftete sie einen Verlust von DM 90 Millionen. Als Konsequenz wurde die Länderbank im Folgejahr durch Abschluss eines Beherrschungs- und Gewinnabführungsvertrags enger in den Dresdner Bank-Konzern eingebunden.

### Eingliederung in die Schweizerische Bankgesellschaft
Nachdem die Deutsche Bundesbank im Jahr 1985 ausländischen Kreditinstituten mit Sitz in der Bundesrepublik Deutschland gestattet hatte, die Konsortialführung bei der Begebung von DM-Auslandsanleihen zu übernehmen, wurde der deutsche Bankenmarkt auch für Auslandsbanken interessant. Im Jahr 1985 kaufte daher die Schweizerische Bankgesellschaft die Deutsche Länderbank AG zurück und firmierte sie in Schweizerische Bankgesellschaft (Deutschland) AG um. Der Doppelsitz der Gesellschaft wurde aufgehoben. Die Berliner Filiale des Instituts verblieb bei der Dresdner Bank.

## Unternehmensführung
(ohne Anspruch auf Vollständigkeit)

### Mitglieder des Aufsichtsrats
- Leopold Steinthal, Vorsitzender, nachweisbar von 1915 bis 1918
- Oskar von Truppel, nachweisbar von 1915 bis 1918
- Max Scheefer, nachweisbar von 1915 bis 1918
- Albrecht von Rechenberg, von 1919 bis 1924
- Ernst Oppenheimer, ab 1919[4][25][26]
- Oscar von Körner, Vorsitzender, nachweisbar von 1922 bis 1923
- Karl Bräunig, nachweisbar von 1922 bis 1924
- Ismar Goldstein, nachweisbar 1922
- Georg W. Meyer, nachweisbar 1922
- Max von Ratibor und Corvey, nachweisbar von 1922 bis 1923
- Ferdinand Maximilian zu Ysenburg-Büdingen, nachweisbar von 1922 bis 1924
- Ferdinand Rinkel, Vorsitzender, von 1924 bis 1925
- Max Apt, 1924 bis 1925
- Wolfgang Fehling, 1924 bis 1925
- Hermann Schmitz, Vorsitzender von 1926 bis 1945
- Hermann Kißler, von 1925 bis 1945
- Nathanael Brückner, von 1934 on bis 1943
- Paul Lederer, von 1925 bis 1937
- Ferdinand Rinkel, von 1926 bis 1937
- Franz Schroeder, etwa von 1939 bis 1945.[12][27]
- Walter Germann, Vorsitzender ab 1953
- Edmund Wehrli-Bleuler, stellvertretender Vorsitzender ab 1953
- Georg Gerlach, Arbeitnehmervertreter ab 1953[19]
- Jürgen Ponto, Vorsitzender von 1970 bis 1977[28]
- Helmut Haeusgen, ab 1970
- Bruno M. Saager, ab 1970
- Carl Friedrich Mahr, nachweisbar 1970[29]
- Hans-Joachim Schreiber, Vorsitzender bis 1981[30]

### Mitglieder des Vorstands
- Julius Hellmann, nachweisbar von 1913 bis 1923[4][31][32]
- Eduard Gans, nachweisbar 1922–1924
- Robert Hils, nachweisbar 1922–1924
- Alexander Hoffmann, bis 1923
- Ismar Goldstein, 1923[33]
- Nathanael Brückner, 1925–1933[34][35]
- Karl Pfeiffer, 1924–1945
- Ernst Hülsmann, nachweisbar 1926–1934[35]
- Carl Vogeli, stellvertretender Vorstand, 1923
- Willy Steinmann, stellvertretender Vorstand, 1923
- Carl E. von Kühlmann, stellvertretender Vorstand, 1923
- Kurt Oppenheimer, stellvertretender Vorstand, 1923
- Erich Sültz, stellvertretender Vorstand, 1923–1924
- Wilhelm Findorff, stellvertretender Vorstand, 1923–1924
- Felix Caro, stellvertretender Vorstand, 1924–1933[36][35]
- Willy Schmidt, stellvertretender Vorstand, nachweisbar 1924
- Heinrich Boedecker, stellvertretender Vorstand 1934–1945[12][37]
- Carl Friedrich Mahr, 1953–1965[19][3]
- Philippe Aubert de la Rue, ab 1953[19]
- Otto Bieleke, 1970–1971
- Paul Brüser, stellvertretender Vorstand 1966–1971
- Hans-Helmut Krüger, 1970–1982
- Dr. Leo Uhen, 1970–1982
- Manfred G. Schneider-Rothhaar, ab 1981
- Klaus Garde, ab 1981[3]